# Place du Châtelet

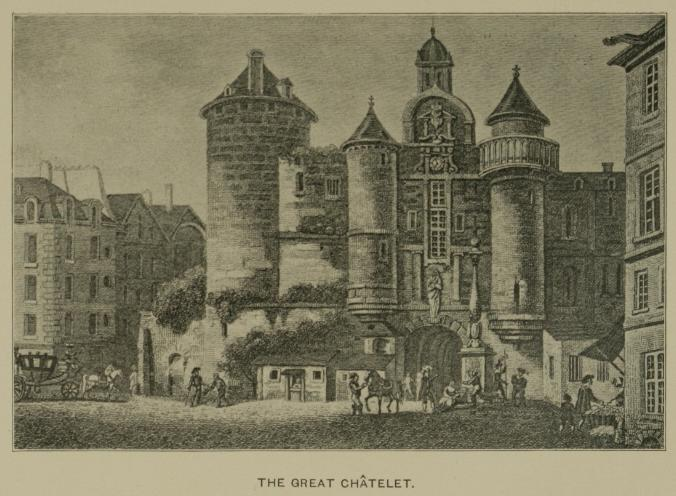
Stampa antica dello Châtelet.

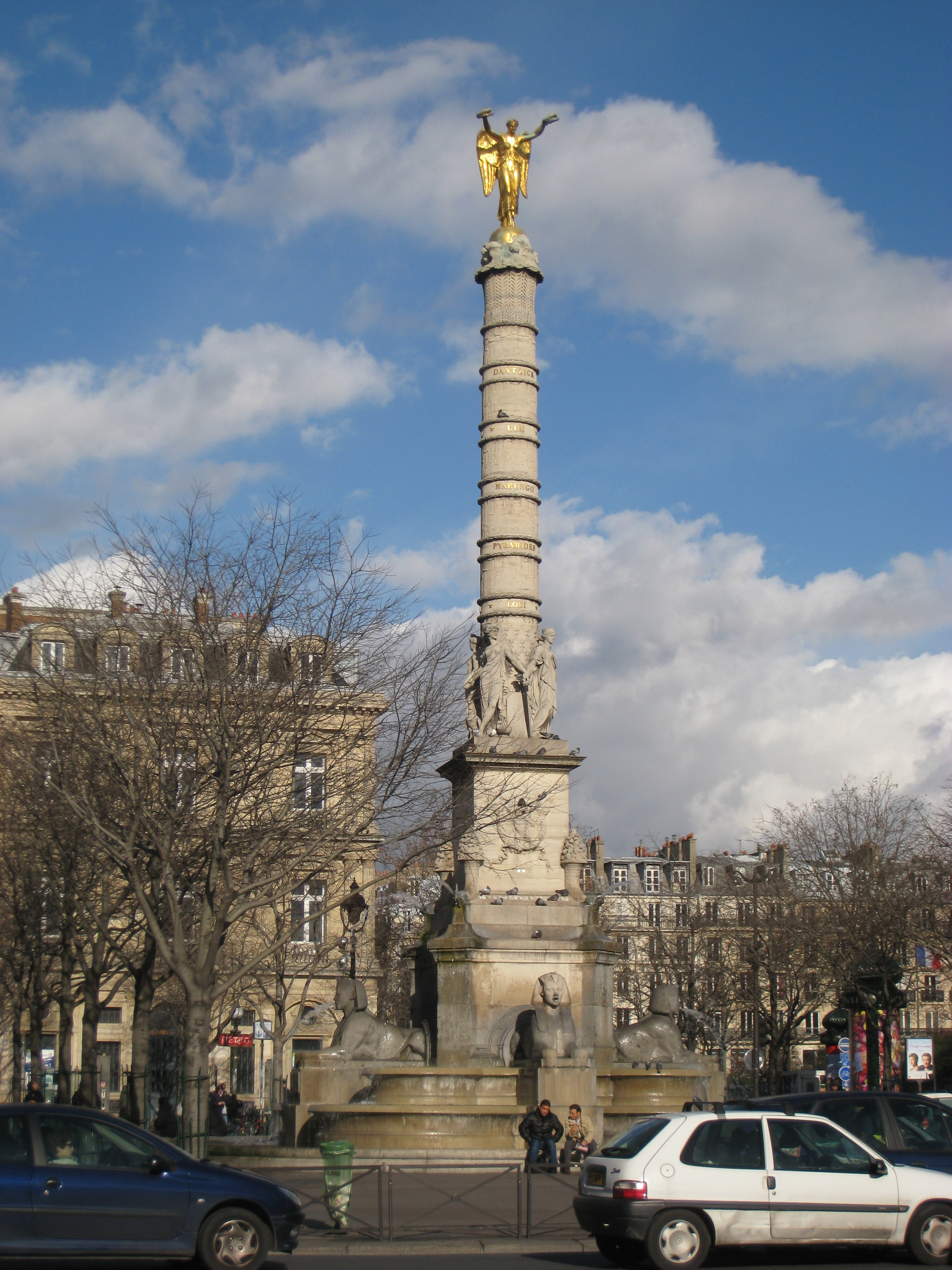
La fontana del Palmier in place du Châtelet.

La place du Châtelet è una piazza situata nel centro di Parigi, Francia, sulla rive droite della Senna ai margini del I e del IV arrondissement di Parigi.

## Storia
Al centro della piazza si trova la fontana del Palmier (palmizio), costruita fra il 1806 ed il 1808 da François-Jean Bralle (1750-1832) per celebrare le vittorie francesi in diverse battaglie. Essa è costituita da una vasca circolare di circa sei metri di diametro, al centro della quale si innalza una colonna a forma di albero di palma, alta poco più di 19 metri, sormontata da una figura dorata di vittoria alata con due corone di alloro nelle mani sollevate sulla testa. La statua si trova su di una base in marmo recante delle incisioni di aquila in bassorilievo. Quattro figure allegoriche di Louis-Simon Boizot (1743-1809) sono inserite alla base della colonna: esse rappresentano Prudenza, Temperanza, Giustizia e Forza. Dalla base alla sommità della colonna, cerchi di bronzo separano dei bassorilievi circolari che rappresentano le seguenti battaglie: Assedio di Danzica (1807, Prussia), Battaglia di Ulm (1805, Austria), Battaglia di Marengo (1800, Italia), Battaglia delle Piramidi (1798, Egitto) e Battaglia di Lodi (1796, Italia). Le sfingi vennero disegnate nel 1858 da Gabriel Davioud e scolpite da Henri Alfred Jacquemart (1824-1896); esse commemorano la vittoria di Napoleone in Egitto.